# Порт (компьютерные сети)
Порт (англ. port) — это целое неотрицательное число, которое записывается в заголовках протоколов транспортного уровня сетевой модели OSI, таких как TCP, UDP, SCTP и DCCP.

## Описание
Обычно на хосте под управлением операционной системы в пространстве пользователя исполняется несколько процессов, в каждом из которых выполняется какая-либо программа. В случае, если несколько программ используют компьютерную сеть, то ОС периодически получает по сети IP-пакет, предназначенный для одной из программ.
Процесс программы, желающей обмениваться данными по сети, может (например, при создании socket):
- запросить у ОС в своё распоряжение порт с определённым номером. ОС может либо предоставить порт с этим номером, либо отказать программе (например, в случае, когда порт с этим номером уже отдан в распоряжение другому процессу);
- запросить у ОС в своё распоряжение свободный порт с любым номером. ОС в этом случае  сама выберет свободный порт, ещё не занятый никаким процессом, и предоставит его в распоряжение запрашивающей программе.

Обмен данными по сети ведётся между двумя процессами по определённому протоколу. Для установки соединения необходимы:
- номер протокола;
- два IP-адреса (адрес хоста-отправителя и адрес хоста-получателя для построения маршрута между ними);

- два номера порта (порт процесса-отправителя и порт получателя).

Порт процесса-отправителя (источника) может быть постоянным (статическим) или назначаться динамически для каждого нового сеанса связи.
При соединении по протоколу TCP порт процесса-отправителя используется:
- операционной системой хоста-получателя для отправки пакета-подтверждения о получении данных;
- процессом-получателем для отправки пакета-ответа.

При соединении по протоколу UDP допустимо вместо порта процесса-отправителя указывать число ноль, означающее «порт не указан».
При соединении по протоколу SCTP в рамках ассоциации может использоваться:
- несколько портов процесса-отправителя (источника)
- несколько портов процесса-получателя.

Так как IP-адрес хоста-отправителя и номер порта процесса-отправителя являются аналогом обратного адреса, записываемого на почтовых конвертах (позволяют получателю отправить ответ отправителю), номер порта процесса-отправителя иногда называют «обратным» портом.
Если на хосте какой‑либо процесс постоянно использует один номер порта (например, процесс программы, реализующей web-сервер, может использовать порт 80 для приёма и передачи данных), говорят, что порт является «открытым».
Термины «открытый порт» и «закрытый порт» (заблокированный) также используются, когда речь идёт о фильтрации сетевого трафика.
Если процесс получил номер порта у ОС («открыл порт») и «держит его открытым» для приёма и передачи данных, говорят, что процесс «прослушивает» (разг. слушает, от англ. listen) порт.
Обычно прослушиванием порта занимается процесс программы, реализующей сервер для какого-либо протокола. Процесс программы, реализующей клиент для того же протокола, часто позволяет ОС указать номер порта для подключения к серверу.
Если хост получит пакет, порт процесса-отправителя называется «удалённым» (англ. remote) портом или "открытым на другом хосте", а порт процесса получателя — «локальным» портом, то есть открытым на текущем хосте. Если хост отправил пакет, порт процесса-отправителя называется «локальным» портом (открытым на текущем хосте), а порт процесса-получателя — «удалённым» портом (открытым на другом хосте).
Номера портов для протоколов прикладного уровня модели TCP/IP (HTTP, SSH и др.) обычно назначаются организацией IANA (англ. internet assigned numbers authority). Однако на практике в целях безопасности номера портов могут выбираться произвольно.
Термин «порт» чаще всего применяется по отношению к протоколам TCP и UDP ввиду популярности этих протоколов. В протоколах SCTP и DCCP используются номера, соответствующие понятию «номер порта» для протоколов TCP и UDP.
В заголовках протоколов TCP и UDP для хранения номеров портов выделены поля размером 16 бит. Для протокола TCP порт с номером 0 зарезервирован и не может использоваться. Для протокола UDP указание порта процесса-отправителя («обратного» порта) не является обязательным, и порт с номером 0 означает отсутствие порта. Таким образом, номер порта — число в диапазоне от 1 до 216-1=65 535.

## Примеры использования портов
Электронная почта (e-mail)
На сервере запущены процессы программ, реализующих следующие протоколы:
- SMTP — протокол для передачи почты от клиента к серверу и между серверами;
- POP, IMAP — протоколы, используемые клиентами для получения почты с сервера.

Процесс программы, реализующей протокол SMTP, обычно «слушает» порт TCP с номером 25 (кратко: «tcp/25»).
Процесс программы, реализующей протокол POP, обычно «слушает» порт TCP с номером 110 (кратко: «tcp/110»).
Процессы могут быть запущены на одном хосте (компьютере). Определение конкретного процесса осуществляется по номеру порта.
Процесс программы-клиента, желающей подключиться к серверу для отправки (SMTP) или получения (POP или IMAP) почты, как правило, получает номер порта динамически.
DHCP
В некоторых случаях использование заранее известных номеров портов является обязательным.
Например, для получения IP-адреса по протоколу DHCP процесс программы-клиента по протоколу UDP отправляет датаграмму с порта 68 (порт процесса-отправителя) на порт 67 (порт процесса-получателя).

## Использование в URL-адресах
Номера портов могут указываться в адресах веб-сайтов (URL) или в идентификаторах других ресурсов, доступных в компьютерных сетях (URI). По умолчанию в протоколе HTTP используется порт 80, а в протоколе HTTPS — порт 443. URL вида http://www.example.com:8080/path/ указывает, что веб-ресурс обслуживается веб-сервером на порту 8080.

## Состояния порта
Узнать номера активных (выданных процессам операционной системой) портов для протоколов транспортного уровня во многих операционных системах (Windows, Unix-подобных) можно с помощью утилит netstat и nmap (в ОС UNIX и ОС Linux).
Состояния порта, показываемые утилитами netstat и nmap, приведены в таблице.
| Состояние порта                                   | Описание                                                                                           |
| ------------------------------------------------- | -------------------------------------------------------------------------------------------------- |
| Открыт или прослушивается (англ. open или listen) | Программа-сервер готова принимать подключения программ-клиентов («слушает» порт)                   |
| Фильтруется (англ. filtered)                      | Не удаётся определить, открыт порт или закрыт, возможно, из-за работы файрвола или по иной причине |
| Закрыт (англ. closed)                             | ОС ещё не выдала номер порта никакому процессу, но в любой момент может это сделать                |

## Номера портов
Порты TCP не пересекаются с портами UDP: порт 1234 протокола TCP не будет мешать обмену данными по протоколу UDP через порт 1234.
В большинстве UNIX-подобных ОС прослушивание портов с номерами 0—1023 требует особых привилегий (root). Другие номера портов выдаются операционной системой первым запросившим их процессам.
Некоторые популярные программы-анализаторы трафика (например, Wireshark) и сетевые брандмауэры используют общепринятые обозначения номеров портов для определения протокола передачи данных, что не всегда корректно. В некоторых случаях сетевые службы используют нестандартные номера портов или используют номера портов не по заявленному назначению. Например, известны случаи запуска интернет-провайдерами SMTP-серверов на портах 2525 (вместо 25) в целях обеспечения безопасности своих пользователей. Специализированные сайты, например, административные веб-интерфейсы, нередко работают на портах, отличных от стандартных 80 и 443.